# Jesienne wymówki
Jesienne wymówki (tyt. oryg. Qortimet e vjeshtës) – albański film fabularny z roku 1981 w reżyserii Kristaqa Dhamo.

## Opis fabuły
Akcja filmu rozgrywa się w latach 30. XX w. Na terytorium Albanii zaczynają działać pierwsi komuniści. Kujtim Stefi jest studentem zaangażowanym w działalność komunistyczną. Realia życia w czasach króla Zoga i bieda, którą obserwuje w życiu codziennym, jeszcze bardziej upewniają go, co do podjętego wyboru.
Zdjęcia do filmu realizowano w Szkodrze. W filmie wykorzystano młodzieńcze utwory Qemala Stafy. Twórca scenariusza do filmu Peçi Dado zmarł w trakcie realizacji filmu.

## Obsada
- Kastriot Çaushi jako Kujtim Stefi
- Sandër Prosi jako ojciec Kujtima
- Tinka Kurti jako matka Kujtima
- Ndrek Luca jako Rasim aga
- Ilia Shyti jako prof. Luka
- Enver Dauti jako dyrektor gimnazjum
- Stavri Shkurti jako fotograf
- Lec Bushati jako Sokol Marku
- Sulejman Dibra jako Koli, sprzedawca pieczonych kasztanów
- Petrit Malaj jako Petrit
- Ndrek Prela jako Braho Lusha
- Vasjan Lami jako okulista
- Serafin Fanko jako profesor Sami
- Nefail Piraniqi jako inspektor
- Viktor Bruçeti jako prefekt
- Arben Beqiri jako Leka
- Sulejman Kafexhiu jako Nikolla
- Arben Kumbaro jako Fatos Thano
- Sokol Gjylezi jako Gjeta
- Lec Shllaku jako ojciec Lazri
- Ilirjan Çuçi jako Vaso
- Paulin Vilajeti jako Xhemal
- Adem Gjyzeli jako profesor Andoni
- Zhaklina Dhimojani
- Vitore Nino
- Sadush Ylli